# María del Carmen Díaz
María del Carmen Díaz (María del Carmen „Maricarmen“ Díaz Mancilla; * 15. Juli 1970) ist eine ehemalige mexikanische Langstreckenläuferin.
1989 siegte sie bei den Leichtathletik-Zentralamerika- und Karibikmeisterschaften über 3000 Meter und bei der Corrida Internacional de São Silvestre. Im Jahr darauf folgte einem 75. Platz bei den Crosslauf-Weltmeisterschaften in Aix-les-Bains ein Doppelsieg über 3000 und 10.000 Meter bei den Zentralamerika- und Karibikspielen ein Doppelsieg und die Titelverteidigung bei der Corrida Internacional de São Silvestre.
1991 siegte sie bei den Panamerikanischen Spielen in Havanna über 10.000 Meter und gewann Silber über 3000 Meter. Bei den Weltmeisterschaften in Tokio schied sie über 10.000 Meter im Vorlauf aus.
1992 triumphierte sie zum dritten Mal bei der Corrida Internacional de São Silvestre, und 1993 siegte sie beim Mexiko-Stadt-Marathon und bei den Zentralamerika- und Karibikspielen über 10.000 Meter.
1995 holte sie bei den Panamerikanischen Spielen in Mar del Plata Silber über 5000 Meter und Bronze über 10.000 Meter, siegte erneut beim Mexiko-Stadt-Marathon und kam bei den Halbmarathon-Weltmeisterschaften in Montbéliard auf den 19. Platz.
Im darauffolgenden Jahr siegte sie bei der Corrida Internacional de San Fernando, wurde Dritte beim Los-Angeles-Marathon und Zweite beim Rotterdam-Marathon. Beim Marathon der Olympischen Spiele 1996 in Atlanta belegte sie den 33. Platz, beim Mexiko-Stadt-Marathon verteidigte sie ihren Titel, und beim Cancún-Marathon wurde sie Vierte.
1997 folgte einem elften Platz beim Boston-Marathon ein weiterer Sieg in Mexiko-Stadt. 1998 siegte sie beim Guadalajara-Marathon und wurde Zweite in Mexiko-Stadt. 1999 wurde sie Zweite in Guadalajara, Vierte beim Maratón de la Comarca Lagunera und Zweite in Mexiko-Stadt. 2000 folgte einem zweiten Platz beim Guadalajara ein Sieg beim Maratón Pacífico.

## Persönliche Bestzeiten
- 3000 m: 9:18,36 min, 16. April 1993, Walnut
- 5000 m: 15:46,43 min, 24. März 1995, Mar del Plata
- 10.000 m: 32:42,6 min, 20. April 1991, Walnut
- 10-km-Straßenlauf: 32:20 min, 5. Januar 1996, Punta del Este
- Halbmarathon: 1:12:59 h, 1. Oktober 1995, Montbéliard
- Marathon: 2:29:48 h, 28. April 1996, Rotterdam